# Antoine Puttaert
Antoine Puttaert, né le 25 octobre 1919 et décédé le 2 janvier 2005, est un joueur de football international belge. Il jouait au poste de défenseur.

## Carrière
Antoine Puttaert rejoint les équipes de jeunes de l'Union Saint-Gilloise en 1931. Sept ans plus tard, il est intégré au noyau de l'équipe première. Il dispute plusieurs rencontres comme titulaire mais sa carrière est perturbée par la Seconde Guerre mondiale. Devenu au fil des années titulaire indiscutable dans la défense de l'Union, il est appelé à dix reprises en équipe nationale belge, disputant neuf rencontres entre 1944 et 1947. Club du top en Belgique durant l'entre-deux-guerres, l'Union Saint-Gilloise ne parvient plus à tenir son rang après le conflit et est rétrogradé en deuxième division en 1949.
Antoine Puttaert quitte alors son club de toujours et rejoint les rangs d'une autre équipe bruxelloise, le Racing, qui s'est maintenu parmi l'élite. Il y reste trois ans mais il quitte le club après sa relégation survenue en 1952. Il part ensuite au RCS Brainois, actif en Promotion. Il y joue deux saisons, conclues chacune à la deuxième place, avant de mettre un terme définitif à sa carrière de joueur.

## Statistiques
| Saison                | Club                  | Championnat           | Championnat | Championnat | Coupe(s) nationale(s) | Coupe(s) nationale(s) | Total | Total |
| Saison                | Club                  | Division              | M.          | B.          | M.                    | B.                    | M.    | B.    |
| 1938-1939             | Union Saint-Gilloise  | Division 1            | -           | -           | 0                     | 0                     | 0     | 0     |
| 1941-1942             | Union Saint-Gilloise  | Division 1            | -           | -           | 0                     | 0                     | 0     | 0     |
| 1942-1943             | Union Saint-Gilloise  | Division 1            | -           | -           | 0                     | 0                     | 0     | 0     |
| 1943-1944             | Union Saint-Gilloise  | Division 1            | -           | -           | 0                     | 0                     | 0     | 0     |
| 1945-1946             | Union Saint-Gilloise  | Division 1            | -           | -           | 0                     | 0                     | 0     | 0     |
| 1946-1947             | Union Saint-Gilloise  | Division 1            | -           | -           | 0                     | 0                     | 0     | 0     |
| 1947-1948             | Union Saint-Gilloise  | Division 1            | -           | -           | 0                     | 0                     | 0     | 0     |
| 1948-1949             | Union Saint-Gilloise  | Division 1            | -           | -           | 0                     | 0                     | 0     | 0     |
| Sous-total            | Sous-total            | Sous-total            | -           | -           | -                     | -                     | 0     | 0     |
| 1949-1950             | Racing CB             | Division 1            | -           | -           | 0                     | 0                     | 0     | 0     |
| 1950-1951             | Racing CB             | Division 1            | -           | -           | 0                     | 0                     | 0     | 0     |
| 1951-1952             | Racing CB             | Division 1            | -           | -           | 0                     | 0                     | 0     | 0     |
| Sous-total            | Sous-total            | Sous-total            | -           | -           | -                     | -                     | 0     | 0     |
| 1952-1953             | RCS Brainois          | Promotion             | -           | -           | 0                     | 0                     | 0     | 0     |
| 1953-1954             | RCS Brainois          | Promotion             | -           | -           | 0                     | 0                     | 0     | 0     |
| Sous-total            | Sous-total            | Sous-total            | -           | -           | -                     | -                     | 0     | 0     |
| Total sur la carrière | Total sur la carrière | Total sur la carrière | 0           | 0           | 0                     | 0                     | 0     | 0     |

## Sélections internationales
Antoine Puttaert compte dix sélections en équipe nationale belge, pour neuf matches joués et aucun but inscrit. Il dispute son premier match avec les « Diables Rouges » le 24 décembre 1944 face à la France et son dernier le 4 mai 1947 contre les Pays-Bas.
Le tableau ci-dessous reprend toutes les sélections d'Antoine Puttaert. Les matches qu'il ne joue pas sont indiqués en italique. Le score de la Belgique est toujours indiqué en gras.
| Date       | Compétition  | Adversaire | Lieu       | Score | Remarque |
| ---------- | ------------ | ---------- | ---------- | ----- | -------- |
| 24/12/1944 | Match amical | France     | Paris      | 3-1   |          |
| 13/05/1945 | Match amical | Luxembourg | Luxembourg | 4-1   |          |
| 15/12/1945 | Match amical | France     | Bruxelles  | 2-1   |          |
| 19/01/1946 | Match amical | Angleterre | Londres    | 2-0   |          |
| 23/01/1946 | Match amical | Écosse     | Glasgow    | 2-2   |          |
| 12/05/1946 | Match amical | Pays-Bas   | Amsterdam  | 6-3   |          |
| 30/05/1946 | Match amical | Pays-Bas   | Anvers     | 2-2   |          |
| 07/04/1947 | Match amical | Pays-Bas   | Amsterdam  | 2-1   |          |
| 04/05/1947 | Match amical | Pays-Bas   | Anvers     | 1-2   |          |
| 21/09/1947 | Match amical | Angleterre | Lisbonne   | 2-5   |          |